# Torre di Collelungo
La torre di Collelungo si trova all'estremità meridionale del territorio comunale di Grosseto, su un modesto promontorio che domina l'omonima spiaggia. La torre è raggiungibile attraverso l'itinerario A2 del parco naturale della Maremma.

## Storia

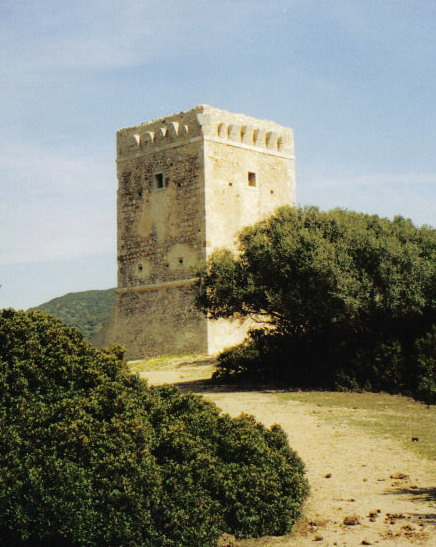
Particolare della torre di Collelungo

La fortificazione con funzioni di avvistamento venne fatta costruire dai Senesi in epoca rinascimentale per rafforzare il sistema difensivo costiero lungo uno dei tratti litoranei controllati dalla Repubblica di Siena.
La struttura venne distrutta e successivamente ricostruita nella seconda metà del Cinquecento, epoca in cui venne notevolmente rialzata; un ulteriore restauro venne effettuato verso la fine del Settecento quando non esercitava più le originarie funzioni difensive.
Il 31 agosto 1847 venne colpita da un fulmine che distrusse i piani superiori dove, in passato, doveva essere presente la polveriera.
Negli ultimi anni del secolo scorso un attento restauro ha riportato la torre all'antico splendore, riportando alla luce gran parte degli elementi stilistici tardo cinquecenteschi.

## Descrizione
La torre di Collelungo si presenta come un edificio a pianta quadrangolare, disposta su tre livelli, poggiante su un possente basamento a scarpa a forma di piramide tronca, che nella parte superiore termina con una cordonatura che lo mette in continuità con la parte superiore della struttura turriforme. L'accesso alla torre è possibile attraverso una porta rettangolare, che si apre al piano rialzato lungo la parete settentrionale, a cui si giunge attraverso una caratteristica rampa di scale esterna che originariamente culminava con un ponte levatoio successivamente murato.
Le strutture murarie sono rivestite in pietra e si caratterizzano per le feritoie e le troniere che si aprono in alcuni punti ad altezze diverse. L'estremità sommitale è coronata da una serie di beccatelli, sui quali probabilmente poggiava originariamente una merlatura perduta, che delimitava la terrazza sommitale dalla quale le sentinelle effettuavano gli avvistamenti.